# نائیرا ملکومیان
نائیرا رافائلی ملکومیان (ارمنی: Նաիրա Ռաֆայելի Մելքումյան انگلیسی: Naira Melkumian؛ زادهٔ ۷ نوامبر ۱۹۵۳) سیاستمدار، فعال و دیپلمات اهل جمهوری آرتساخ است که از تاریخ ۱۹۹۷ تا تاریخ ۲۰۰۲ سمت وزیر امورخارجه جمهوری آرتساخ  را برعهده داشت.